# Елдер Постига
Елдер Мануел Маркес Постига (порт. Hélder Manuel Marques Postiga; 2. август 1982) бивши је португалски фудбалер и репрезентативац. 
Дебитовао је за тим Порта 2001. године, играо је за енглески тим Тотенхем у сезони 2003/04. Потом је провео неко време у Француској и Грчкој на позајмици, пре него што се придружио Спортингу из Лисабона.
Са Португалијом је наступио на Европском првенству 2004, када су као домаћини стигли до финала где је Португалија неочекивано изгубила од Грчке. Био је учесник на Светском првенству 2006. године, где су завршили на четвртом месту. На Европском првенству 2008. године постигао је гол против Немачке у четвртфиналу. Наступио је још на Европском првенству 2012 и Светском првенству 2014. године. Укупно је одиграо 71 утакмицу у дресу са државним грбом и постигао 27 голова.

## Највећи успеси

### Порто
- Првенство Португалије (2): 2002/03, 2006/07.
- Куп Португалије: 2002/03.
- Суперкуп Португалије: 2004.
- Куп УЕФА: 2002/03.
- Интерконтинентални куп: 2004.

### Репрезентација Португалије
- Европско првенство: финале 2004.